# Soure
Soure és un municipi portuguès, situat al districte de Coïmbra, a la regió del Centre i a la subregió de Baixo Mondego. L'any 2004 tenia 20.695 habitants. Es divideix en 12 freguesias. Limita al nord ambr Montemor-o-Velho, al nord-est amb Condeixa-a-Nova, a l'est amb Penela, al sud-est amb Ansião, al sud amb Pombal i a l'oest amb Figueira da Foz.

## Població
| Població del concelho de Soure (1801 – 2004) | Població del concelho de Soure (1801 – 2004) | Població del concelho de Soure (1801 – 2004) | Població del concelho de Soure (1801 – 2004) | Població del concelho de Soure (1801 – 2004) | Població del concelho de Soure (1801 – 2004) | Població del concelho de Soure (1801 – 2004) | Població del concelho de Soure (1801 – 2004) | Població del concelho de Soure (1801 – 2004) |
| -------------------------------------------- | -------------------------------------------- | -------------------------------------------- | -------------------------------------------- | -------------------------------------------- | -------------------------------------------- | -------------------------------------------- | -------------------------------------------- | -------------------------------------------- |
| 1801                                         | 1849                                         | 1900                                         | 1930                                         | 1960                                         | 1981                                         | 1991                                         | 2001                                         | 2004                                         |
| 3801                                         | 6436                                         | 20233                                        | 22941                                        | 26575                                        | 22570                                        | 21704                                        | 20940                                        | 20695                                        |

## Freguesies
- Alfarelos
- Brunhós
- Degracias
- Figueiró do Campo
- Gesteira
- Granja do Ulmeiro
- Pombalinho
- Samuel
- Soure
- Tapéus
- Vila Nova de Anços
- Vinha da Rainha